# Енчо
Енчо (延長) је јапанска ера (ненко) која је именована после Енги и пре Џохеи ере. Временски је трајала од априла 923. до априла 931. године и припадала је Хејан периоду.Владајући цареви били су Даиго и Сузаку.

## Важнији догађаји Енчо ере
- 929. (Енчо 7, осми месец): Поплаве у земљи који доносе велике губитке.[3]
- 24. јул 930. (Енчо 8, двадесетшести дан шестог месеца): Настаје велика олуја праћена муњом и громовима који су ударили у царску палату. Од удара грома погинули су Фуџивара но Кијоцура и Таира но Марејо за чије смрти се сматра делом освете духа Сугиваре Мичизанеа.[4][5][6]
- 16. октобар 930. (Енчо 8, двадесетдруги дан деветог месеца): Цар Даиго се разбољева и у страху да ће умрети, абдицира у корист сина. Нови владар земље је цар Сузаку.[7][8]
- 23. октобар 930. (Енчо 8, 29th двадесетдевети дан деветог месеца): Цар Даиго у раним јутарњим сатима постаје будистички монах и узима име Хо-конго. Недуго затим умире у 46. години живота.[9][10] Сахрањен је у близини храма Даиго-џи по ком овај бивши цар добија своје постхумно име.[3]